# Вариант фонемы
Вариа́нт фоне́мы — в учении Московской фонологической школы (МФШ): обусловленная позицией модификация фонемы (т. е. её разновидность, выступающая в фонологической позиции, отличной от абсолютно сильной), совпадающая по артикуляторным и акустическим качествам с реализацией какой-либо иной фонемы (или нескольких фонем). К примеру, в словоформе зуб конечный согласный, относимый МФШ к фонеме <b>, совпадает в звучании с конечным согласным формы суп — реализацией фонемы <p>). Таким образом, вариант выступает в сигнификативно слабой позиции.
Иначе вариант фонемы может быть определён как один из членов, являющихся общими для двух или более рядов позиционных чередований звуков. Так, в русском языке в словоформах сома́ и сама́ в первом слоге выступает звук [ʌ], хотя под ударением (в сигнификативно сильной позиции для русских гласных) звуки различаются (сом — сам), что для последователей МФШ означает, что имеют место различные, но пересекающиеся ряды чередований.
Вариант противопоставлен, с одной стороны, основному варианту (доминанте) фонемы, выступающему в абсолютно сильной (сигнификативно и перцептивно сильной) позиции (в отличие от него, как и вариация, относится к модификациям фонемы), с другой стороны, вариации фонемы, представляющей фонему в перцептивно слабой, но сигнификативно сильной позиции.
Также термин «вариант фонемы» может употребляться в значении «аллофон» («оттенок фонемы») в его понимании Петербургской фонологической школой.